# جيف سميث (لاعب هوكي الجليد)
جيف سميث (بالفرنسية: Geoff Smith)‏ (و. 1969  م) هو لاعب هوكي الجليد كندي، ولد في إدمونتون، مركز لعبه هو مدافع ‏.

## جوائز
حصل على جوائز منها:
- كأس ستانلي.

## روابط خارجية
- جيف سميث على موقع دوري الهوكي الوطني (الإنجليزية)
- جيف سميث على موقع قاعة مشاهير الهوكي (لاعب أن.إتش.أل) (الإنجليزية)
- جيف سميث على موقع EliteProspects.com (الإنجليزية)
- جيف سميث على موقع HockeyDB.com (الإنجليزية)
- جيف سميث على موقع Hockey-Reference.com (الإنجليزية)